# Lista de parques estaduais do Arizona

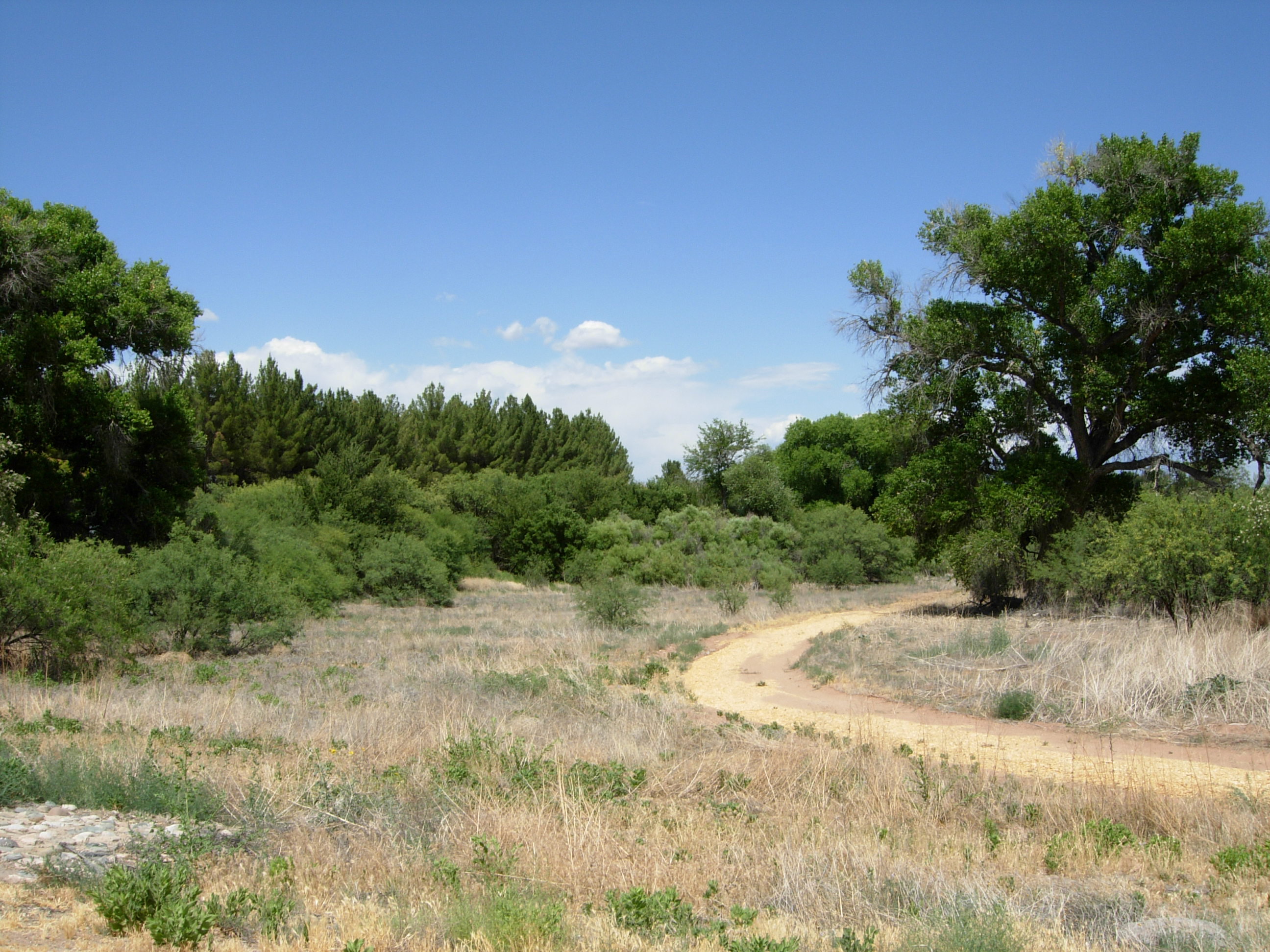
Parque Estadual de Dead Horse Ranch

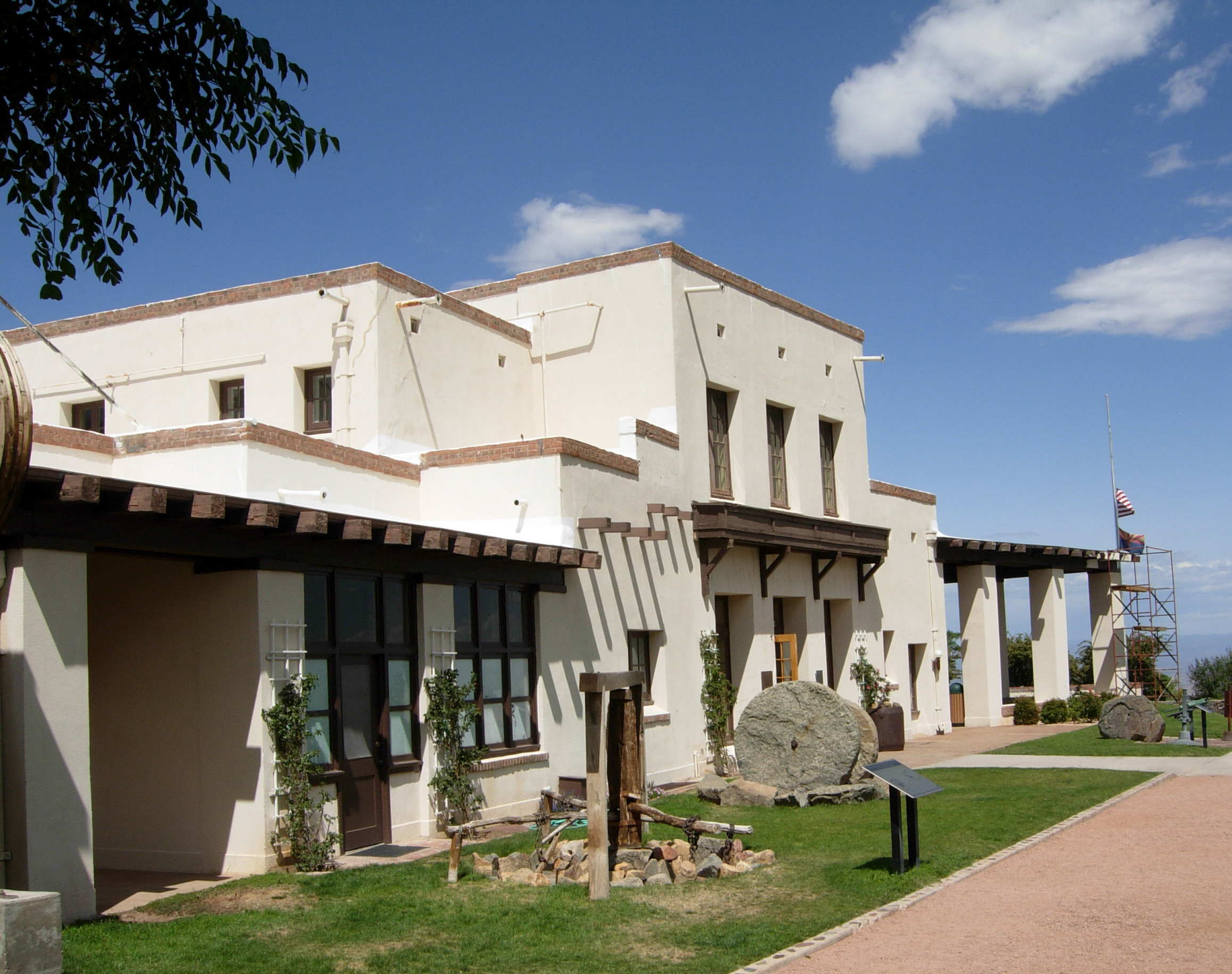
Parque Estadual de Jerome

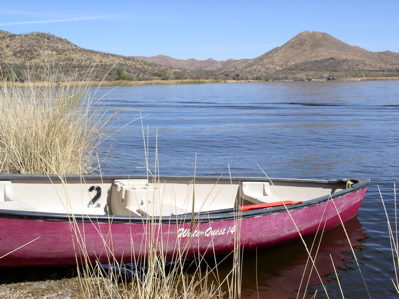
Parque Estadual de Patagonia Lake

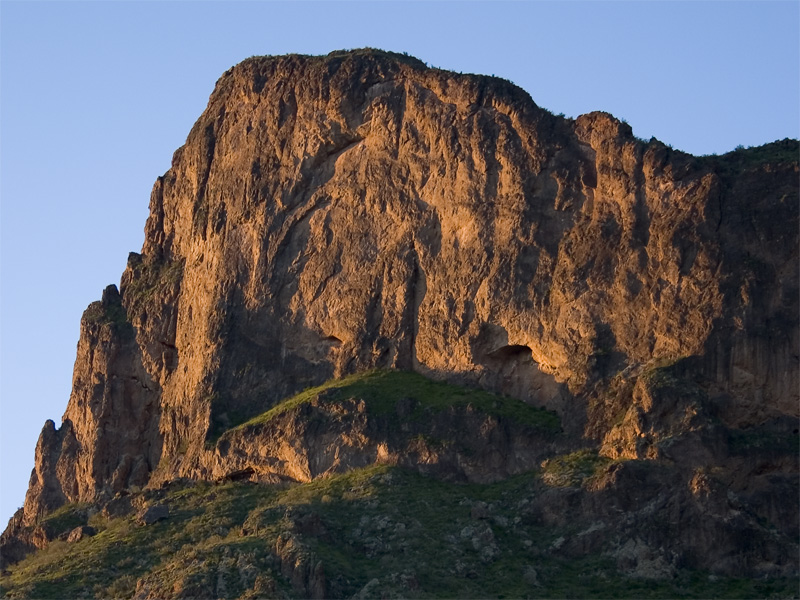
Parque Estadual de Picacho Peak

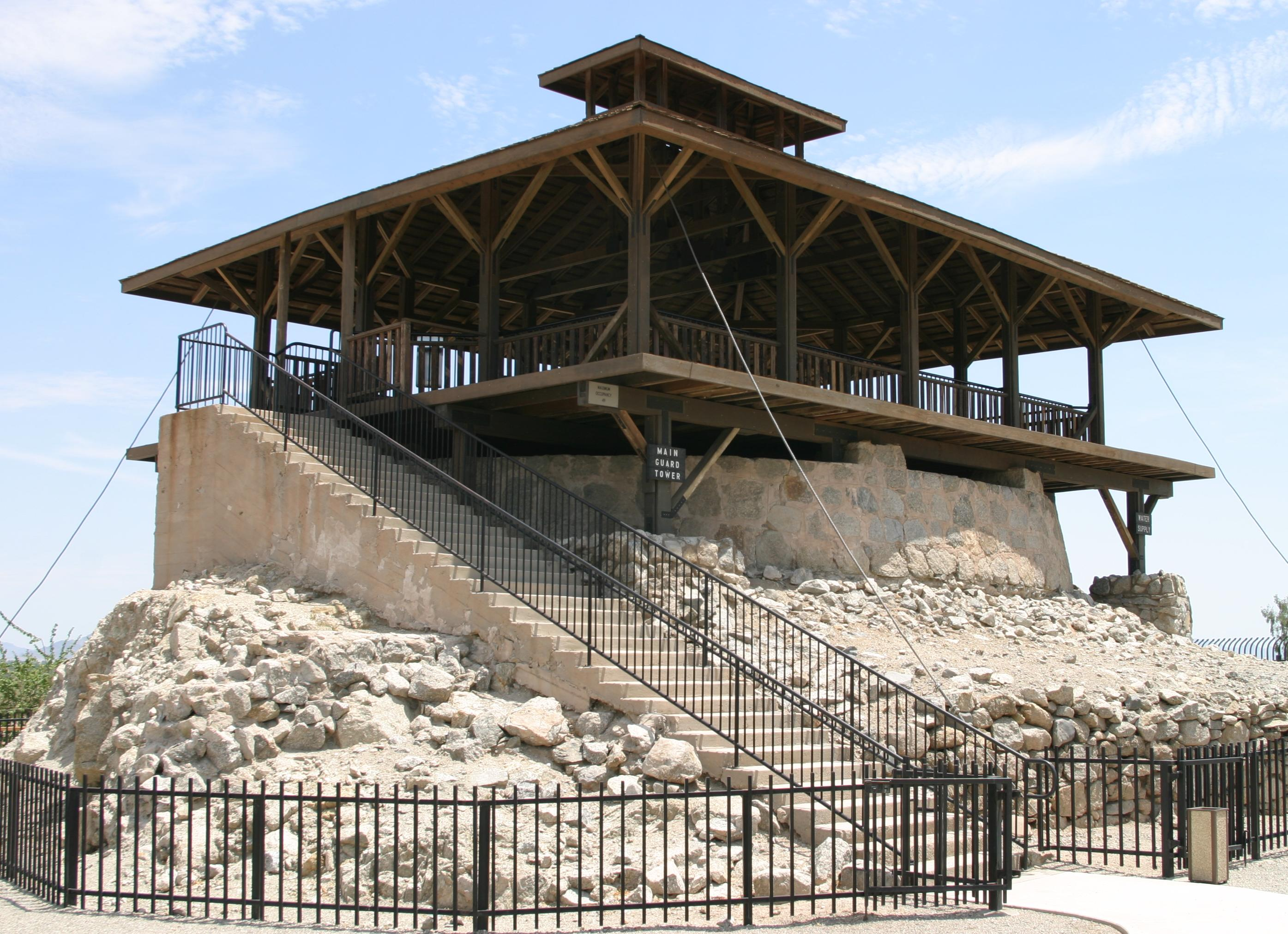
Parque Estadual de Yuma Territorial Prison

Esta é uma lista dos parques estaduais do Arizona, Estados Unidos:
- Parque Estadual de Alamo Lake (recreação e camping)
- Parque Estadual de Boyce Thompson Arboretum (educacional)
- Parque Estadual de Buckskin Mountain (recreação e camping)
- Parque Estadual de Catalina (recreação e camping)
- Parque Estadual de Cattail Cove (recreação e camping)
- Parque Estadual de Dead Horse Ranch (recreação e camping)
- Parque Estadual de Fool Hollow Lake (recreação e camping)
- Parque Estadual de Fort Verde (histórico)
- Parque Estadual de Homolovi Ruins (arqueologia, recreação e camping)
- Parque Estadual de Jerome (histórico)
- Parque Estadual de Kartchner Caverns (educacional, recreação e camping)
- Parque Estadual de Lake Havasu (recreação e camping)
- Parque Estadual de Lost Dutchman (recreação e camping)
- Parque Estadual de Lyman Lake (recreação e camping)
- Parque Estadual de McFarland (histórico)
- Parque Estadual de Oracle (educacional)
- Parque Estadual de Patagonia Lake (recreação e camping)
- Parque Estadual de Picacho Peak (recreação e camping)
- Parque Estadual de Red Rock (recreação e camping)
- Parque Estadual de Riordan Mansion (histórico)
- Parque Estadual de River Island (recreação)
- Parque Estadual de Roper Lake (recreação e camping)
- Parque Estadual de San Rafael (conservação)
- Parque Estadual de Slide Rock (recreação)
- Parque Estadual de Sonoita Creek (recreação)
- Parque Estadual de Tombstone Courthouse (histórico)
- Parque Estadual de Tonto Natural Bridge (recreação)
- Parque Estadual de Tubac Presidio (histórico)
- Parque Estadual de Yuma Quartermaster Depot (histórico)
- Parque Estadual de Yuma Territorial Prison (histórico)